# Ogbomoso
Ogbomoso este un oraș din statul Oyo, Nigeria, aflat pe autostrada A1.